# Макова олія
Макова олія (олія насіння маку) — рослинна олія, яку отримують з насіння маку (зокрема, маку опійного Papaver somniferum). Олія використовується в їжу, застосовується в фармацевтиці і при виготовленні фарб, лаку та мила.

## Властивості і склад

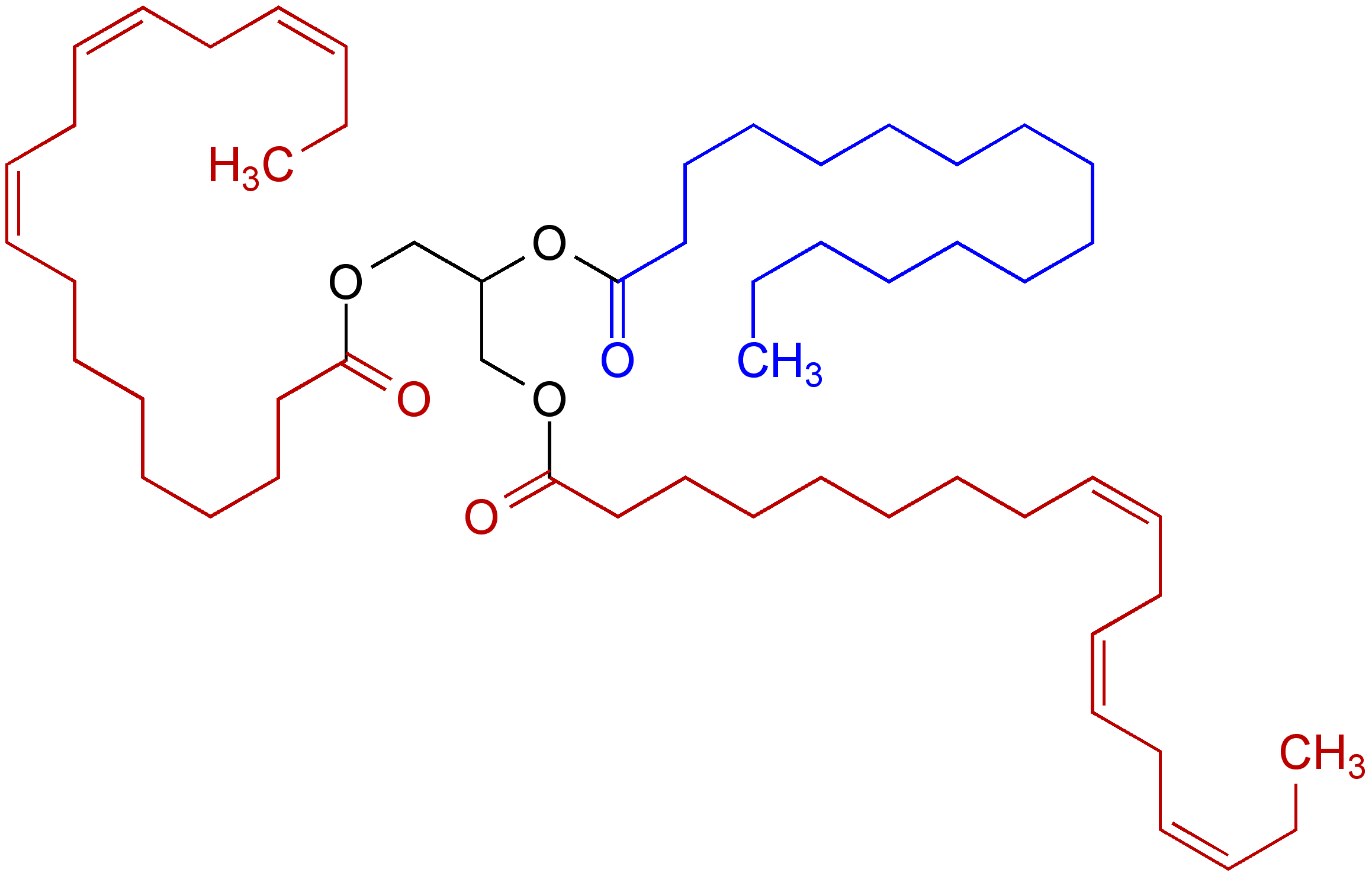
Приклад одного з тригліцеридів олії маку. Червоним позначені залишки α-ліноленової кислоти, синім — залишок пальмітинової кислоти

Олія насіння маку є прозорою безбарвною рідиною (іноді з легким світло-жовтим відтінком). Має слабкий запах і приємний горіховий присмак. Нерозчинна в воді, добре розчиняється в неполярних органічних розчинниках (хлороформі, діетиловому етері, толуолі, скипидарі тощо). У холодному етиловому спирті розчиняється погано, в гарячому (при температурі кипіння) розчиняється добре.
Щільність олії при кімнатній температурі становить близько 0,92 г/см³. Температура застигання олії — -18 °C.
Тригліцериди в складі олії насіння маку мають особливо високу частку (70-75%) ненасичених жирних кислот (омега-ненасичених кислот), серед яких переважає ненасичені жирні кислоти з трьома подвійними зв'язками — α-ліноленова кислота. Також містить олеїнову і пальмітинову кислоти, різні стерини (кампестерол, стигмастерол, ситостерин і дельта-5-авенастерол). Основний аромат і смак олії надає 2-пентілфуран; також в олії присутні леткі сполуки 1-пентанол, 1-гексаналя, 1-гексанол і капронової кислоти.
Олія не має наркотичних властивостей і відрізняється високим вмістом токоферолів.

## Отримання

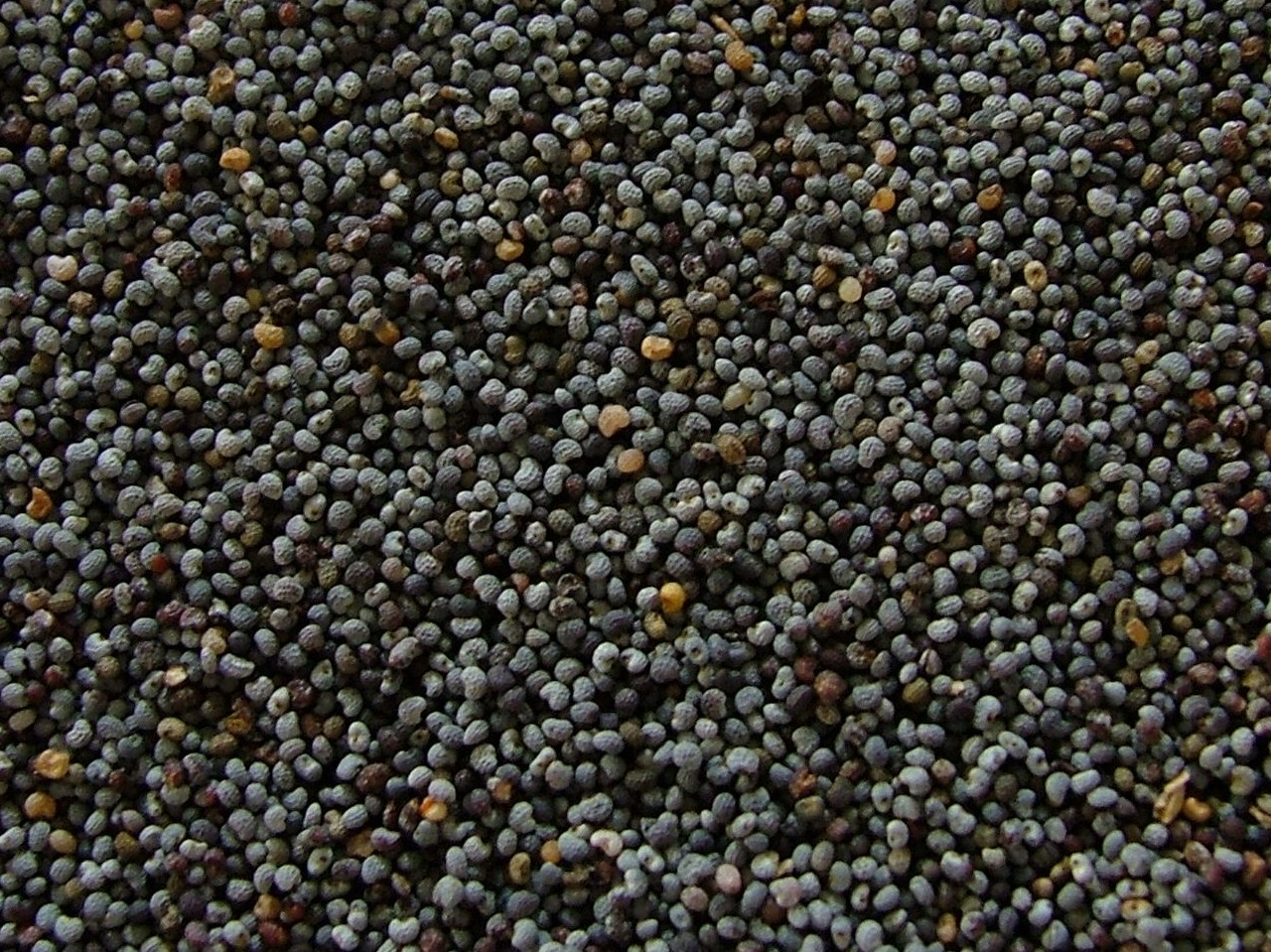
Насіння маку опійного

Отримують олію з насіння маку, яке містить 45-50% жирної олії . Промислове виробництво олії почалося лише на початку двадцятого століття. На той момент більшість плантацій маку були зосереджені в Азії, але більша частина одержуваної макової олії проводилася у Франції і Німеччині із привезеної сировини.
Для отримання олії, яка використовується в харчових, косметичних та фармацевтичних цілях, насіння маку піддають холодному пресуванню (холодний віджим). Ця олія безбарвна, має яскравий горіховий запах і приємний смак. Повторний віджимання насіння при нагріванні (гаряче віджимання) дає світло-жовту швидкорозчинну олію, яка застосовується для олійного живопису.

## Застосування
Використання олії маку веде до середньовіччя, коли олію отримували кустарним способом в домашніх умовах і застосовували в основному для заправки олійних ламп і виготовлення проолієного паперу, лише іноді олія вживалася в їжу. В XIX столітті олію маку почали використовувався для виробництва лакофарбових матеріалів і мила.
Зараз макову олію використовують в основному у фармацевтиці (розчинник для радіоконтрастних препаратів йоду) і косметиці.
Олія знаходить застосування в олійному живописі в якості розчинника для олійних фарб, зв'язування пігменту і лакування готової картини. Одним з найстаріших зображень, при написанні якого ймовірно використовувалася ця олія, є знайдений в Афганістані наскальний живопис, що датуються приблизно 640 м до н.е..
Завдяки насиченому горіховому присмаку олія використовується в кулінарії для заправки салатів і холодних страв. Так як олія термічно нестійка (температура розкладання близько 170 градусів), то для смаження і випічки вона підходить обмежено. В харчову олію маку іноді додають оливкову і мигдалеву олію з метою зменшення її вартості.